# Spitzstein
Spitzstein är ett berg i Österrike, på gränsen till Tyskland.   Det ligger i distriktet Kufstein och förbundslandet Tyrolen, i den centrala delen av landet, 300 km väster om huvudstaden Wien. Toppen på Spitzstein är 1 596 meter över havet, eller 851 meter över den omgivande terrängen. Bredden vid basen är 15,1 km.
Terrängen runt Spitzstein är kuperad åt sydväst, men åt nordost är den bergig. Närmaste större samhälle är Kufstein, 16,1 km söder om Spitzstein. 
Omgivningarna runt Spitzstein är en mosaik av jordbruksmark och naturlig växtlighet. Runt Spitzstein är det ganska tätbefolkat, med 100 invånare per kvadratkilometer.